# Short track ai XVI Giochi olimpici invernali
Ai XVI Giochi olimpici invernali del 1992 ad Albertville (Francia), vennero assegnate medaglie in quattro specialità dello short track. 

## Partecipanti
Hanno preso parte alla competizione atleti provenienti da sedici comitati olimpici nazionali.
- Australia (6)
- Belgio (5)
- Canada (9)
- Cina (5)
- Squadra Unificata (6)
- Francia (8)
- Gran Bretagna (5)
- Ungheria (2)

- Italia (8)
- Giappone (8)
- Corea del Sud (6)
- Paesi Bassi (5)
- Nuova Zelanda (5)
- Norvegia (1)
- Corea del Nord (3)
- Stati Uniti (5)

## Risultati

### Short track maschile

#### 1000 m
| Posizione | Atleta             | Nazione       | Tempo   |
| --------- | ------------------ | ------------- | ------- |
| 1         | Kim Gi-hun         | Corea del Sud | 1:30,76 |
| 2         | Frédéric Blackburn | Canada        | 1:31,11 |
| 3         | Lee Jun-ho         | Corea del Sud | 1:31,16 |

#### Staffetta  5000 m
| Posizione | Nazione       | Atleti                                                                           | Tempo   |
| --------- | ------------- | -------------------------------------------------------------------------------- | ------- |
| 1         | Corea del Sud | Kim Gi-hun Lee Jun-ho Mo Ji-su Song Jae-geun                                     | 7:14,02 |
| 2         | Canada        | Frédéric Blackburn Laurent Daignault Michel Daignault Sylvain Gagnon Mark Lackie | 7:14,06 |
| 3         | Giappone      | Yuichi Akasaka Tatsuyoshi Ishihara Toshinobu Kawai Tsutomu Kawasaki              | 7:18,18 |

### Short track femminile

#### 500 m
| Posizione | Atleta       | Nazione        | Tempo |
| --------- | ------------ | -------------- | ----- |
| 1         | Cathy Turner | Stati Uniti    | 47,04 |
| 2         | Yan Li       | Cina           | 47,08 |
| 3         | Hwang Ok-Sil | Corea del Nord | 47,23 |

#### Staffetta 3000 m
| Posizione | Nazione           | Atlete                                                             | Tempo   |
| --------- | ----------------- | ------------------------------------------------------------------ | ------- |
| 1         | Canada            | Angela Cutrone Sylvie Daigle Nathalie Lambert Annie Perreault      | 4:36,62 |
| 2         | Stati Uniti       | Darcie Dohnal Amy Peterson Cathy Turner Nikki Ziegelmeyer          | 4:37,85 |
| 3         | Squadra Unificata | Julia Alagulova Natalia Issakova Viktoria Troitskaja Julia Vlasova | 4:42,69 |

## Medagliere per nazioni
| Pos.   | Paese             | Oro | Argento | Bronzo | Totale |
| ------ | ----------------- | --- | ------- | ------ | ------ |
| 1      | Corea del Sud     | 2   | 0       | 1      | 3      |
| 2      | Canada            | 1   | 2       | 0      | 3      |
| 3      | Stati Uniti       | 1   | 1       | 0      | 2      |
| 4      | Cina              | 0   | 1       | 0      | 1      |
| 5      | Giappone          | 0   | 0       | 1      | 1      |
| 5      | Squadra Unificata | 0   | 0       | 1      | 1      |
| 5      | Corea del Nord    | 0   | 0       | 1      | 1      |
| Totale | Totale            | 4   | 4       | 4      | 12     |